# Città di Kwinana
La città di Kwinana è una delle 29 local government areas che si trovano nell'area metropolitana di Perth, in Australia Occidentale. Essa si estende su di una superficie di 118 chilometri quadrati ed ha una popolazione stimata in circa 29.000 abitanti.
Il nome Kwinana deriva da quello di una nave, la SS Kwinana, che si arenò sulla sua spiaggia nel 1922; la parola nella lingua degli aborigeni significa tigre della stella.